# Trịnh Gia Dĩnh
Trịnh Gia Dĩnh có tên tiếng Anh là Kevin Cheng (sinh ngày 15 tháng 8 năm 1969 tại San Francisco, California, Hoa Kỳ) là một nam diễn viên truyền hình-diễn viên điện ảnh kiêm ca sĩ nổi tiếng người Mỹ gốc Hồng Kông. Anh từng là diễn viên độc quyền của hãng TVB.
Trịnh Gia Dĩnh bắt đầu trở nên nổi tiếng vào cuối năm 2004 sau khi đóng vai chính đầu tiên trong bộ phim Tiết tấu tình yêu của TVB.  Sau đó, anh đã đoạt giải Nam diễn viên chính xuất sắc nhất (Thị Đế) năm 2006 tại Giải thưởng thường niên TVB với vai chính trong phim Khúc nhạc tình yêu. Anh còn được biết đến với vai diễn "Luật sư L.A" trong bộ phim về luật sư năm 2011 của đài TVB Toà án lương tâm, bộ phim đã mang về cho anh Giải thưởng thường niên TVB cho Nam diễn viên chính xuất sắc nhất cùng với giải Nam nhân vật được yêu thích nhất và Giải thưởng Truyền hình Châu Á cho Nam diễn viên chính xuất sắc nhất.

## Tiểu sử
Trịnh Gia Dĩnh sinh tại San Francisco, Hoa Kỳ. Anh đã chuyển đến Hồng Kông từ rất sớm và trải qua thời niên thiếu ở đây. Anh học tiểu học ở trường Tiểu học Hoa Nhân và sau đó là trường trung học Alhambra và trường Quốc tế Hồng Kông. Trong thời gian đi học, mẹ anh đã gửi anh về Trung Quốc để anh sống với chú của mình trong hai năm trước khi trở lại Hồng Kông và mẹ anh đổi ý định để anh di cư đến Mĩ.
Trịnh Gia Dĩnh đến Canada học nốt bậc trung học. Sau đó anh đến Mĩ và học ngành Kĩ thuật xây dựng tại Đại học California. Tuy nhiên vì sự qua đời của cha anh, anh đã không hoàn tất được khoá học và đã trở về Hồng Kông ở với mẹ và bắt đầu sự nghiệp ca hát.

## Sự nghiệp

### 1993-2003: Bước đầu vào làng nhạc
Năm 16 tuổi khi vẫn còn học trung học ở Hồng Kông, Trịnh Gia Dĩnh đã tham gia vào cuộc thi "Tuyển Lựa Tài Năng mới" do TVB tổ chức. Tuy nhiên, anh đã bỏ giữa chừng vì anh không sẵn sàng cho sự nghiệp ca hát của mình tại thời điểm đó. Khi trở lại Hồng Kông sau cái chết của cha, lúc đó anh đã hơn 20 tuổi. Anh quyết định tiếp tục theo đuổi sự nghiệp ca hát. Trịnh Gia Dĩnh đã ký hợp đồng với PolyGram vào năm 1993 và anh đã phát hành album đầu tay trong cùng năm đó. Anh được coi là sự phát hiện mới có tiềm năng và nhận được giải thưởng "Nghệ sĩ mới được yêu thích nhất" năm 1994. Tuy nhiên, tin đồn đã sớm bắt đầu nảy sinh sau việc hẹn hò của anh với nữ ca sĩ Vương Hinh Bình. Đây là nguyên nhân gây ra xung đột giữa anh và người quản lý của mình Dai See-Chung. Người quản lý của Trịnh Gia Dĩnh đã thay đổi và đẩy anh tới hợp tác với ngành công nghiệp giải trí Đài Loan. Anh đã chuyển tới Đài Loan phát hành album và tham gia một số bộ phim khác bằng tiếng phổ thông. Tất cả đều không mang lại thành công cho sự nghiệp của anh.
Trịnh Gia Dĩnh đã được phát hiện sau vai diễn của anh trong bộ phim Đao kiếm vô tình của Đài Loan, trong đó anh diễn vai phản diện Giang Ngọc Lãng. Sau đó anh đã về Hồng Kông và đã ký hợp đồng với TVB cho tới những năm sau này. Anh bắt đầu với những vai diễn nhỏ cho tới năm 2004 anh chính thức được giao vai nam chính trong bộ phim "Tiết tấu tình yêu".

### 2006 đến 2010: Đột phá thành công
Trịnh Gia Dĩnh đã trở nên nổi tiếng sau khi anh được đóng vai nam chính trong bộ phim lãng mạn TVB Khúc nhạc tình yêu bên cạnh Châu Lệ Kỳ và Huỳnh Tông Trạch. Sự nghiệp ca hát của anh cũng bắt đầu gặt hái thành công khi tất cả mọi người đều biết "Liu Jia-Chang" mang tên "无可奈何". Trong cùng một năm anh đã phát hành album tiếng Quảng Đông và tổ chức mini concert. Châu Lệ Kì, Lâm Phong và Dương Thiên Hoa cũng là những khách mời trong mini concert của anh.
Năm 2006, Trịnh Gia Dĩnh đã đoạt giải thưởng đầu tiên của mình từ TVB, giải Nam diễn viên chính xuất sắc nhất trong phim Khúc nhạc tình yêu. Anh đã rất ngạc nhiên và cảm xúc nói rằng "Mẹ tôi đã ủng hộ tôi trong suốt 13 năm qua, tối nay tôi có thể nói cho mẹ biết rằng, cuối cùng con trai của mẹ cũng đã có chỗ đứng trong ngành công nghiệp giải trí này. Tôi muốn nói với các diễn viên khác rằng, thời gian cũng như sự kiên nhẫn sẽ làm cho ước mơ của bạn trở thành sự thật". Anh cũng đã cảm ơn người điều hành TVB Lạc Dị Linh và anh cũng là diễn viên yêu thích của Giám Chế Vương Tâm Úy tại TVB. Cuối năm 2016, Trịnh Gia Dĩnh tái ngộ Châu Lệ Kỳ và Huỳnh Tông Trạch trên phim trường của phim Hạnh phúc áo (bộ phim phát sóng năm 2018).
Năm 2007, vai diễn quan trọng và đột phá đầu tiên của Trịnh Gia Dĩnh trong với bộ phim Cảnh sát tài ba của TVB đã có ratings khá cao. Trong phim, anh đã diễn vai phản diện Aaren Trang Văn Hi.
Năm 2008, anh xuất hiện trong thương hiệu phim đình đám Bằng chứng thép 2 và gây ấn tượng với vai chuyên gia bom mìn bên cạnh Xa Thi Mạn và Lâm Văn Long. Cùng năm đó, trong bộ phim li kì Tìm lại một nửa, anh đã diễn vai một nhân vật đã từng bị ngồi tù và anh đã nhận được �nhiều lời khen ngợi từ phía khán giả. Vai diễn này hiện đang được xem là hay nhất của anh trong những vai khác mà anh đã tham gia. Nó đã mang đến cho anh một chỗ trong top 5 danh sách đề cử Nam diễn viên Chính được Yêu Thích Nhất tại lễ kỉ niệm TVB 2008. Anh đã tuột mất giải thưởng vào tay nam diễn viên kì cựu Hạ Vũ, người vào vai Cam Thái Tổ trong bộ phim Sức mạnh tình thân.
Năm 2009, Trịnh Gia Dĩnh tham gia bộ phim võ thuật Thiết mã tầm kiểu đóng cùng với Dương Di. Cùng năm, anh còn xuất hiện trong bộ phim kỷ niệm thành lập đài Cung Tâm Kế, đóng cùng với Trần Hào, Xa Thi Mạn và Dương Di.
Năm 2010, Trịnh Gia Dĩnh đảm nhận vai Bát Hoàng tử Dận Tự trong bộ phim truyền hình cổ trang Bộ bộ kinh tâm, bộ phim lên sóng năm 2011 và nó cũng đã đưa sự nghiệp của anh lên một tầm cao mới, giúp anh có vị trí ngày càng vững chắc trong lòng khán giả tại thị trường Trung Quốc Đại Lục. Anh là một trong những người nhận được giải Nghệ sĩ được yêu thích nhất tại Bắc Kinh Liên hoan phim toàn quốc tổ chức tại Bắc Kinh năm 2011.

### 2011 đến nay
Năm 2011, Trịnh Gia Dĩnh đạt được thành công lớn với vai diễn "Luật sư L.A" La Lực Á do đóng trong bộ phim luật sư của TVB Toà án lương tâm. Anh nhận được ba giải thưởng lớn tại Giải thưởng thường niên TVB năm đó cho Nam diễn viên chính xuất sắc nhất, Nam nhân vật được yêu thích nhất và giải thưởng độ nổi tiếng trên TVB.com. Anh còn nhận được giải Nam diễn viên chính xuất sắc nhất tại Giải thưởng truyền hình Châu Á tổ chức tại Singapore năm 2011.
Năm 2012, nối tiếp thành công của Tòa án lương tâm phần 1, Trịnh Gia Dĩnh tái ngộ Hồ Hạnh Nhi ở phần 2 của bộ phim này.
Năm 2014, Thiên nhãn là bộ phim Trịnh Gia Dĩnh tái ngộ khán giả TVB sau 2 năm sang Trung Quốc phát triển sự nghiệp.
Năm 2015, Trịnh Gia Dĩnh đóng vai chính trong bộ phim truyền hình Cương (Blue Veins) của TVB do Joe Chan Wai-Kun sản xuất và anh vào vai thợ săn ma cà rồng.
Năm 2019, Trịnh Gia Dĩnh góp mặt trong siêu phẩm hành động Đội chống tham nhũng khiến người xem choáng ngợp với độ khủng của dàn diễn viên toàn những tên tuổi đình đám như: Cổ Thiên Lạc, Lâm Phong, Trương Trí Lâm, Lâm Gia Đống.

## Đời tư
Ngày 12/08/2018, Trịnh Gia Dĩnh và Hoa hậu Hồng Kông 2013 Trần Khải Lâm đã tổ chức đám cưới long trọng tại đảo Bali, Indonesia có sự tham gia của đông đảo người thân, bạn bè và đồng nghiệp của cả cô dâu, chú rể bao gồm cả dàn sao TVB quen thuộc. Vợ chồng Trịnh Gia Dĩnh lần lượt chào đón hai cậu con trai kháu khỉnh là Rafael và Yannick vào năm 2019 và 2020.

## Danh sách phim
| Năm  | Tên phim                                | Tựa tiếng Anh                         | Nhân vật                                     | Nhà sản xuất | Giải thưởng TVB                                                                                              |
| ---- | --------------------------------------- | ------------------------------------- | -------------------------------------------- | ------------ | --- |
| 1994 | Cả nhà cùng vui                         | Mind Your Own Business 開心華之里     | Vai khách mời (cameo)                        | TVB          | |
| 1999 | Đao kiếm vô tình                        | The Legendary Twins 绝代双骄          | Giang Ngọc Lãng 江玉郎                       | Đài Loan     | |
| 2002 | Chuyện tình trên mạng                   | Network Love Story                    | Lục Nãi Thánh                                | TVB/CCTV     | |
| 2002 | Liệt hoả hùng tâm 2                     | Burning Flame II 烈火雄心II           | Kỉ Hưng Điền (Mark) 紀興田                   | TVB          | |
| 2002 | Cơ hội mong manh                        | Slim Chances                          | Thi Tự Cường 施自强                          | TVB          | |
| 2003 | Anh yêu em                              | The Threat of Love II 我愛你2         | 2nd male-lead                                | TVB          | |
| 2003 | Se duyên                                | Better Halves 金牌冰人                | Vai khách mời (cameo)                        | TVB          | |
| 2003 | Thiếu gia vùng Tây Quan                 | Point of No Return 西關大少           | Trần Kế Đường 陳繼棠                         | TVB          | |
| 2003 | Sự hoàn hảo                             | Not Just A Pretty Face 美麗在望       | Hoắc Vi Thuấn (Wilson) 霍韋舜                | TVB          | |
| 2003 | Tuổi trung niên                         | Life Begins At Forty 花样中年         | Hình Chí Kiện 邢志健                         | TVB          | |
| 2004 | Tiết tấu tình yêu                       | Hard Fate 翡翠戀曲                    | Lương Gia Minh (Ken) 梁家明                  | TVB          | |
| 2004 | Tâm lý mê ảo                            | Placebo Cure 心理心裏有個謎           | Thẩm Tổ Nghiêu (Joe) 沈祖堯                  | TVB          | |
| 2004 | 30 ngày điều tra                        | Split Second 爭分奪秒                 | Vương Gia Huy (Vincent) 黃家輝               | TVB          | |
| 2005 | Gia vị cuộc sống                        | Yummy Yummy (Food For Life)           | Trần Gia Lạc (Gà con) 陳家樂                 | TVB          | |
| 2006 | Vượt lên chính mình                     | Trimming Success 飛短留長父子兵       | Phạm Thiên Lãng (Jason) 范天朗               | TVB          | Nam diễn viên được đề cử nhiều nhất (Top 5)                                                                  |
| 2006 | Khúc nhạc tình yêu                      | Under the Canopy of Love 天幕下的戀人 | Thẫm Lãng (Alan) 沈朗                        | TVB          | Nam diễn viên sắc nhất Nam diễn viên được yêu thích nhất (Top 5) Nam diễn viên được đề cử nhiều nhất (Top 5) |
| 2007 | Cường kiếm                              | Devil's Disciples 強劍                | Kinh Nghệ 荊磊                               | TVB          | Nam diễn viên được đề cử nhiều nhất (Top 20)                                                                 |
| 2007 | Bức hoạ cuộc đời                        | Life Art 寫意人生                     | Phương Tử Thông (Ryan) 方子聰                | TVB          | |
| 2007 | Cảnh sát tài ba                         | The Ultimate Crime Fighter 通天幹探   | Trang Văn Hi (Aaren) 莊文希                  | TVB          | Nam diễn viên được yêu thích nhất (Top 24)                                                                   |
| 2008 | Hạnh phúc ảo                            | The Seventh Day 最美麗的第七天        | Du Chí Dĩnh 游志穎                           | TVB          | |
| 2008 | Bằng chứng thép II                      | Forensic Heroes II 法證先鋒II         | Dương Dật Thăng (Ivan) 楊逸昇                | TVB          | |
| 2008 | Tìm lại một nửa                         | Last One Standing 與敵同行            | Trương Thừa Hi 張承希                        | TVB          | Nam diễn viên được đề cử nhiều nhất (Top 5) Nam diễn viên được yêu thích nhất (Top 10)                       |
| 2009 | Liệt hoả hùng tâm 3                     | Burning Flame III 烈火雄心III         | Trác Bách Vũ (Rex) 卓柏宇                    | TVB          | Nam diễn viên được đề cử nhiều nhất (Top 15)                                                                 |
| 2009 | Cung tâm kế                             | Beyond the Realm of Conscience 宮心計 | Cao Hiển Dương 高顯揚                        | TVB          | Nam diễn viên được yêu thích nhất (Top 15)                                                                   |
| 2010 | Thiết mã tầm kiều 鐵馬尋橋              | Iron Horse Seeking Bridge             | Cố Kiên Thành / Cố Nhữ Chương / La Tiểu Đông | TVB          | |
| 2011 | Toà án lương tâm                        | Ghetto Justice                        | Luật sư La Lực Á (Law Pa)                    | TVB          | Nam diễn viên sắc nhất Nam nhân vật được yêu thích nhất                                                      |
| 2011 | Bộ bộ kinh tâm                          | Scarlet Heart 步步驚心                | Bát a ca Dận Tự                              | HBS          | |
|      | Toà án lương tâm 2                      | Ghetto Justice 2                      | Luật sư La Lực Á (Law Pa)                    | TVB          | |
| 2012 | Tây Thi tình sử (Anh Hùng)              | Hero                                  | Ngô Vương Phù Sai                            |              | |
| 2013 | Diệp Vấn                                | Ip Man 葉問                           | Diệp Vấn                                     |              | |
| 2013 | Hoa Tư Dẫn                              | Hua Xu Yin: City of Desperate Love    | Tô Dự                                        |              | |
| 2015 | Thiên Nhãn                              | Eye In The Sky 天眼                   | Tư Đồ Thuấn                                  | TVB          | |
| 2016 | Cương                                   | Blue Veins 殭                         | Huỳnh Hoạt Trác                              | TVB          | |
| 2017 | Lạc Lối                                 | Destination Nowhere                   | Vạn Kiều Bách                                | TVB          | |
| 2017 | Thái Cực Tông Sư                        | Taichi Master 太极宗师之太极门        |                                              | PPTV         | |
| 2019 | Đội chống tham nhũng                    | P Storm                               | Trình Đức Minh                               | TVB          | |
| 2021 | Bác sĩ nhi khoa (Lương Y Dưới Bầu Trời) | Kids’ Lives Matter 星空下的仁醫       | Bác sĩ Hứa Cam Phong (Jonathan)              | TVB          | |

## Âm nhạc
- 2005: Yummy Yummy Main Theme - 《與朋友共》(With Friends) - song ca với Lâm Phong
- 2005: Yummy Yummy Sub Theme - 《三角兩面》(Three Corners With Two Sides)
- 2006: Trimming Success Main Theme - 《愛平凡》(Love Ordinary)
- 2006: Under the Canopy of Love Main Theme - 《請講》(Please Say) - song ca với Châu Lệ Kì
- 2006: 2006 World Cup Theme - 《Put Your Hands Up》 - hát với Lâm Phong, Ngô Trác Hi và Huỳnh Tông Trạch
- 2007: Life Art Main Theme - 《活得寫意》(Live an Enjoyable Life)
- 2007: Devil's Disciples Main Theme - 《強劍》(Sacred Sword) - song ca với Huỳnh Tông Trạch
- 2008: The Seventh Day Main Theme - 《最美麗的第七天》(The Most Beautiful Seventh Day)
- 2008: The Seventh Day Sub Theme - 《抱著空氣》(Embracing the Air) - song ca với Châu Lệ Kì
- 2009: Burning Flame III Sub Theme - 《有意》(Intentions) - song ca với Hồ Hạnh Nhi